# Mugomera (vattendrag i Rutana)
Mugomera är ett vattendrag i Burundi.   Det ligger i provinsen Rutana, i den södra delen av landet, 100 kilometer sydost om huvudstaden Bujumbura.
I omgivningarna runt Mugomera växer huvudsakligen savannskog. Runt Mugomera är det ganska tätbefolkat, med 207 invånare per kvadratkilometer.